# MetalMech: Man & Machine
MetalMech: Man & Machine is een videospel voor het platform Nintendo Entertainment System. Het spel werd uitgebracht in 1990. 